# Chronologie de l'invasion de l'Ukraine par la Russie (janvier 2025)
Cet article fait partie de la chronologie de l'invasion de l'Ukraine par la Russie et présente une chronologie des événements clés de ce conflit durant le mois de janvier 2025.
Pour les événements précédents, voir Chronologie de l'invasion de l'Ukraine par la Russie (décembre 2024).
Pour les événements suivants, voir Chronologie de l'invasion de l'Ukraine par la Russie (février  2025).
- Invasion de l'Ukraine en cartes : l'évolution des combats semaine après semaine

## Chronologie des évènements

### 1erjanvier
Le commandant en chef de l'armée ukrainienne, le général Oleksandr Syrskyi, a déclaré que l'armée russe a perdu plus de 38 000 soldats et plus de 1 000 pièces d’équipement depuis le début des opérations de l'Ukraine dans la région de Koursk,. La marine ukrainienne a déclaré qu'en 2024, cinq navires de guerre russes et 458 embarcations ont été détruits, et que plus de 37 000 drones russes de différents types ont été abattus, dont 192 drones opérationnels-tactiques, 164 drones Shahed 136/131, 35 670 drones FPV et 1 140 drones d'attaque.

### 2 janvier
L'état-major des forces armées ukrainiennes a recensé, 140 combats au cours des dernières 24 heures.
Des images géolocalisées confirment le contrôle de la Russie sur le village de Vozdvyzhenka (uk), dans l'oblast de Donetsk.
L'armée russe tente d'encercler la ville de Pokrovsk.
L'état-major ukrainien a indiqué que les forces ukrainiennes avaient lancé une frappe ciblée sur le poste de commandement russe de la 810e brigade à Maryin (ru), dans l'oblast de Koursk,,,.
Le groupe de résistance Atesh, indique avoir saboté une ligne de chemin de fer près de Staraïa Toropa (ru), dans l'oblast russe de Tver, utilisée par l'armée russe pour ravitailler le front en Ukraine.
L'état-major des forces armées ukrainiennes a recensé, 72 combats aujourd'hui.

### 3 janvier
Le capitaine russe Konstantin Nagayko a été grièvement blessé dans une explosion dans l'oblast d'Ivanovo, en Russie, selon le HUR. Il était commandant de batterie dans la 112e brigade de missiles de la 1re armée de chars du district militaire occidental de la Russie, unité accusée d'avoir tué 59 civils lors de la frappe aérienne de Hroza le 5 octobre 2023 dans l'oblast de Kharkiv,.
L'état-major des forces armées ukrainiennes a recensé, 92 combats aujourd'hui.

### 4 janvier
Dans la matinée, des drones ukrainiens ont attaqué Oust-Louga, dans l'oblast de Léningrad, qui est le plus grand port maritime commercial de la Russie, en frappant un terminal pétrolier,,,

### 5 janvier

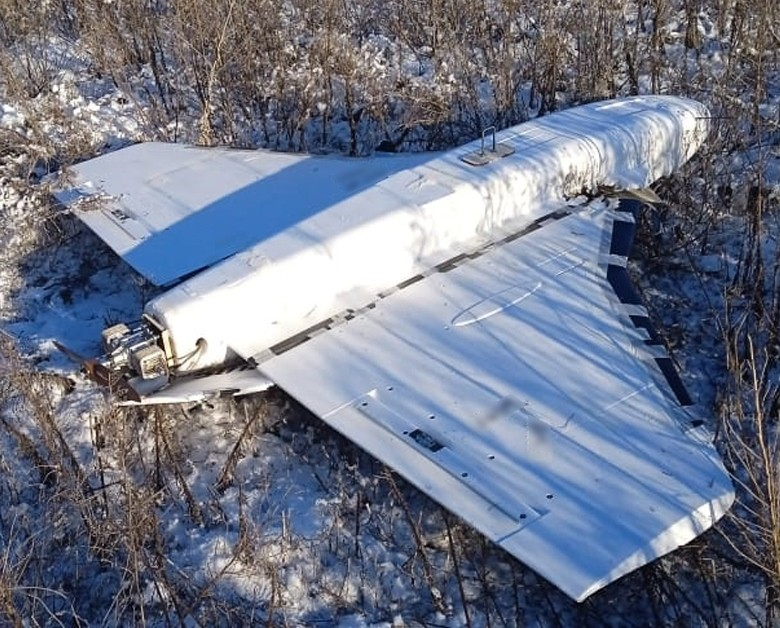
Le Gerbera, un nouveau modèle de drone russe abattu, oblast de Soumy.

Les forces ukrainiennes ont lancé une nouvelle offensive dans plusieurs directions dans l'oblast de Koursk, avec des chars, des véhicules blindés, d'artillerie et aussi de systèmes de guerre électroniques pour contrer les drones de l'armée russe, et déclare « infliger des pertes » à l'armée russe. Les forces ukrainiennes, composées de deux chars, d'un véhicule de déminage et de 12 véhicules blindés de combat, ont commencé à attaquer depuis leur base de Soudja vers les villages de Berdin (ru) et Bolchoïe Soldatskoïe,,.

### 6 janvier
L'état-major des forces armées ukrainiennes a recensé, 184 combats pour hier.
La Russie revendique la prise de la ville minière de Kourakhove, dans l'est de l'Ukraine, après une bataille de près de trois mois.
L’Ukraine affirme avoir détruit ou endommagé deux systèmes de missiles antiaériens russes Pantsir-S1 et un véhicule antiaérien Osa à l'aide de drones aériens lancés depuis la mer dans l'oblast de Kherson occupé.

### 7 janvier
L'armée ukrainienne assure continuer de se battre dans la ville de Kourakhove dont la conquête a été revendiquée la veille par la Russie, tandis que des affrontements se déroulent aussi pour d'autres cités du Donbass comme Toretsk.
L'état-major des forces armées ukrainiennes a recensé, 218 combats pour hier.
Les opérateurs du 8e régiment des SOF affirment avoir tué 13 Coréens : 5 dans des combats à armes légères et 8 à l'aide de drones. Une vidéo a été publiée sur les réseaux sociaux indiquant que les canons automoteurs nord-coréens à longue portée de calibre 170 mm M-1978 Koksan sont sur le front et sont utilisés par les Russes,,

### 8 janvier
Les forces russes attaquent une usine à Zaporijjia, tuant 13 personnes et en blessant 18 autres. D'autres frappes aériennes russes contre Zaporijjia avec des bombes guidées tuent 13 personnes et en blessent 62 autres.
L'Ukraine indique avoir attaqué le dépôt pétrolier Combinat Kristall à Engels, dans l'oblast de Saratov,,.

### 9 janvier
Des responsables ukrainiens confirment que les forces russes ont établi une tête de pont sur la rivière Oskol dans l'oblast de Kharkiv, près de Dvoritchna.

### 10 janvier
Russie, une attaque de drone ukrainien et de missiles Neptune a touché un dépôt de munitions russe dans le village de Tchaltyr, dans l'oblast de Rostov,. D'autres attaques de drones ont été signalées dans l'oblast de Léningrad, l'une d'entre elles ayant provoqué un incendie dans une zone industrielle de Gatchina.
Ukraine, l'armée ukrainienne affirme avoir mené une frappe sur un poste de commandement du 3e corps d'armée russe à Svitlodarsk, oblast de Donetsk.
Les États-Unis prennent une nouvelle série de sanctions contre les entreprises russes Gazprom et Surgutneftegas, ainsi que contre la flotte fantôme russe de près de 200 pétroliers et méthaniers

### 11 janvier
Deux soldats nord-coréens ont été faits prisonniers par l'armée ukrainienne,, fait rare car les officiers russes ont l'ordre de les achever s'ils sont blessés pour effacer les preuves de l'implication de Pyongyang dans le conflit. Interrogés avec l'aide des services de renseignement sud-coréens, l'un d'entre eux déclare avoir cru être envoyé en formation, puis s’être rendu compte à son arrivée en Russie qu’il allait être déployé sur le front,.
L’armée russe affirme avoir gagné du terrain au nord-ouest de la ville de Kourakhove, oblast de Donetsk, une position défensive ukrainienne d’importance.
En Russie, des drones ukrainiens ont attaqué le port russe de Novorossiïsk, kraï de Krasnodar, provoquant un incendie massif ainsi que raffinerie de pétrole de Taneko (ru) au Tatarstan.

### 12 janvier
Au cours de la journée d'hier, l'armée ukrainienne déclare avoir recensé 77 attaques dirigées sur Pokrovsk, oblast de Donetsk.

Toujours oblast de Donetsk, selon l'ISW, les troupes russes ont avancé en direction de Toretsk, Pokrovsk et Kourakhove ; et vers Koupiansk, oblast de Kharkiv.

### 13 janvier
Séoul annonce qu'un total d'environ 300 soldats nord-coréens ont été tués au combat en Ukraine, et 2 700 ont été blessés,.
Parallèlement, le ministère russe de la Défense annonce dans un communiqué, que des troupes russes ont pris le village de Chevtchenko situé à environ 10 kilomètres au nord-ouest du centre de la ville de Kourakhove, une position défensive d’importance.
L'armée russe affirme qu'une attaque de drones ukrainiens a visé une station de distribution du gazoduc Turkish Stream dans le kraï de Krasnoïarsk, Russie.
L'entreprise russe Gazprom, envisage des licenciements en raison des difficultés financières dues à l'invasion de l'Ukraine par la Russie.

### 14 janvier
Les Ukrainiens ont frappé des complexes militaro-industriels situés dans les villes de Saratov, Engels, Kazan, Briansk, Toula, Seltso et  Kazanorgsintez (en) à Kazan.
Le président prorusse des séparatistes de Transnistrie, Vadim Krasnosselski, est en déplacement à Moscou pour tenter de régler la crise énergétique qui touchera la région à partir  du 1er janvier 2025, après l'arrêt de son approvisionnement en gaz russe.
L'Ukraine affirme avoir touché un avion AWACS de type Beriev A-50 qui s'est abîmé en mer d'Azov et un Il-22M de commandement qui a réussi à se poser à Anapa,,.

### 15 janvier
Dans la nuit du 15 janvier 2025, les russes ont mené une attaque aérienne massive sur l'Ukraine avec
- 1 missile balistique Iskander-M/KN (zone de lancement : oblast de Belgorod) ;
- 7 missiles de croisière Kh-22/32 à partir d'avions Tu-22M3 (zone de lancement : oblast de Toula) ;
- 4 missiles de croisière Kalibr (depuis la mer Noire) ;
- 27 missiles de croisière Kh-101/Kh-55SM à partir de bombardiers stratégiques Tu-95MS (zone de lancement : oblast de Volgograd) ;
- 4 missiles de croisière Kh-59/Kh-69 à partir d'avions tactiques (zone de lancement : oblast de Belgorod) ;
- 74 drones d'attaque Shahed de différents types (zones de lancement : des oblasts de Briansk, de Millerovo, d'Orel, et de Primorsko-Akhtarsk).

Au cours d'assauts dans le secteur de Toretsk, les combattants de la 12e brigade des forces spéciales Azov ont capturé 23 soldats de l’armée russe

### 16 janvier
Le Premier ministre britannique Keir Starmer s'est rendu à Kiev et a annoncé une aide de 4,5 milliards de livres sterling (5,34 milliards d’euros), dont 150 canons d'artillerie fabriqués au Royaume-Uni et 15 systèmes de défense aérienne Gravehawk supplémentaires, qui sont des ASRAAM montés sur un châssis SupaCat.
Le service national des garde-frontières d'Ukraine a reçu un obusier d'artillerie automoteur DITA de 155 mm de la République tchèque.
Le dépôt pétrolier de Liski, dans l'oblast de Voronej, a été attaqué avec succès de nuit par des unités des forces d’opérations spéciales ukrainiennes. Le dépôt pétrolier stockait du carburant qui était utilisé pour répondre aux besoins de l'armée russe,
Les Forces armées ukrainiennes affirment avoir réussi à neutraliser une station radar 92N6 intégrée à un système de missiles sol-air S-400, situé dans l'oblast de Belgorod,.

### 17 janvier
Des drones ukrainiens ont frappé un dépôt pétrolier à Lioudinovo, dans l’oblast de Kalouga, et la chute de débris a provoqué un incendie.
Des militaires de la 79e brigade d'assaut aéroporté ont pris d'assaut la position russe en direction de Novopavlivka et ont fait sept prisonniers russes.
Selon le HUR, les partisans ont incendié deux tours de communication à Krasnodar.

### 18 janvier

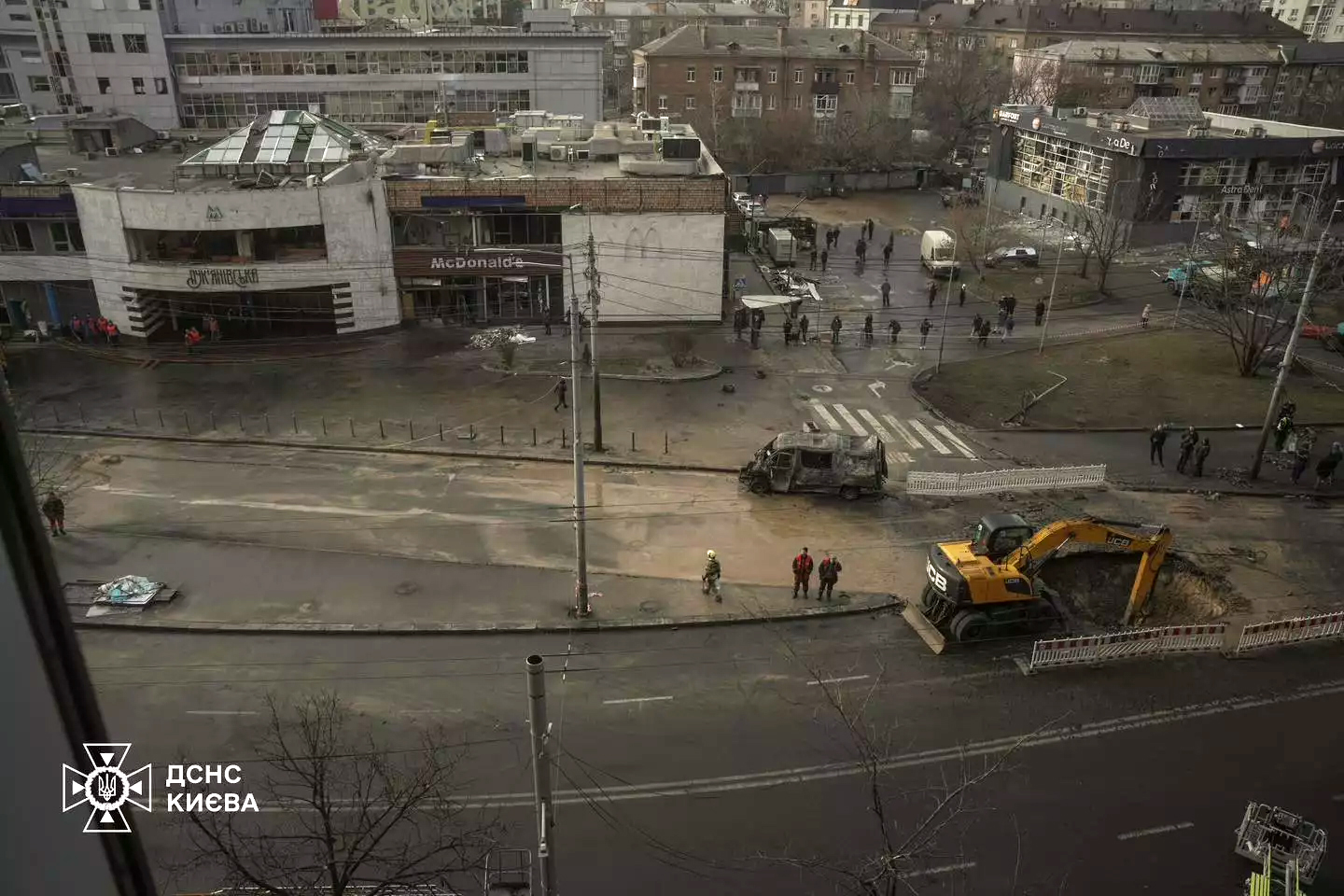
Attaque de Kyiv.

Une frappe de missiles russes sur Kiev a endommagé des bâtiments résidentiels, la station de métro Loukianivska et le plus ancien McDonald’s d'Ukraine, tuant trois personnes,
Les forces ukrainiennes ont confirmé leur retrait de l'usine réfractaire de Chasivoïarsk à Tchassiv Iar, ajoutant qu’elles avaient lancé une frappe aérienne contre les forces russes à l’intérieur de l'installation.
Selon le HUR et le gouverneur local, des drones ukrainiens ont frappé un dépôt pétrolier à Uzlovaya, dans l'oblast de Toula

### 19 janvier
Les forces armées ukrainiennes ont comptabilisé 199 combats au cours des dernières vingt-quatre heures dont 98 dans le secteur de Pokrovsk.
Selon l'ISW, les troupes russes ont avancé dans le secteur de Koursk et près de Koupiansk, Lyman, Tchassiv Iar, Toretsk, Kourakhove et Velyka Novossilka. Les troupes ukrainiennes reprennent les positions perdues près de Tchassiv Iar et Toretsk.

### 20 janvier
Le dépôt pétrolier de Liski, dans l'oblast de Voronej, a de nouveau été touché par des drones ukrainiens,.
Une attaque de drones a été signalée à Kazan, provoquant la fermeture de l'aéroport international de Kazan et de l'aéroport Begichevo à Nijnekamsk.

### 21 janvier
L’état-major ukrainien fait état de 152 combats durant les dernières vingt-quatre heures, principalement dans le secteur de Pokrovsk
Des drones ukrainiens ont frappé l'usine aéronautique de Smolensk et l'attaque contre un poste de commandement de la 29e armée interarmes russe à Volnovakha, dans l'oblast de Donetsk,,.

### 22 janvier
Les forces nord-coréennes ont pour la première fois commencé à déployer des lanceurs MLRS déguisés en camions civils dans l'oblast de Koursk. Le lanceur est équipé de 12 missiles de 122 mm prêts à être lancés, chacun d'une portée d'environ 30 km,
Les combattants du 8e régiment des forces d'opérations spéciales ukrainiennes ont résisté à une attaque de la Corée du Nord dans la région de Koursk pendant 8 heures. À la neuvième heure de la bataille, les forces spéciales ukrainiennes n'ayant plus que 1/3 des munitions, ils ont été exfiltrés sur deux Humvee. Au cours de l'affrontement, 21 combattants de la RPDC ont été tués et 40 autres ont été blessés. La vidéo publiée par les forces spéciales montre comment un grand groupe d’assaut de soldats nord-coréens passe à travers un champ et une forêt, après quoi des images d'une bataille apparaissent, dont les côtés ne sont séparés que de quelques dizaines de mètres,.

### 23 janvier
Un incendie s'est déclaré à la raffinerie de pétrole de Riazan après une frappe de drone,.
Les forces nord-coréennes ont commencé à déployer pour la première fois des MLRS déguisés en camions civils dans l'oblast de Koursk.

### 24 janvier
Les forces armées russes ont avancé dans la région de Koursk et dans la région de Tchassiv Iar, Toretsk, Pokrovsk, Kourakhove et Velyka Novossilka. Les troupes ukrainiennes ont repris les positions perdues près de Toretsk.
L’Ukraine a lancé 121 drones au-dessus de treize régions de Russie, que ce dernier a affirmé avoir détruits, dont six dans l'oblast de Moscou et un au-dessus de la ville de Moscou. Les aéroports de Vnoukovo et de Domodedovo ont été fermés. Une centrale électrique à Koursk et une autre à Riazan ont été endommagées, tandis que l'usine de micropuces de Kremniy El dans l'oblast de Briansk a été touchée.

### 25 janvier
Les forces russes affirment avoir conquis la ville de Novoandriivka (uk), au sud de Pokrovsk.

### 26 janvier
La raffinerie de pétrole de Riazan a de nouveau été touchée par des drones, provoquant un incendie
Le président Volodymyr Zelensky annonce que le brigadier-général Andriy Hnatov serait remplacé par le général de division Mykhaïlo Drapatiy en tant que commandant du groupe opérationnel stratégique Khortytsia opérant sur le front de l'Est. Drapatyi restera commandant des forces terrestres ukrainiennes,.
La 110e brigade mécanisée ukrainienne signale que les forces ukrainiennes ont réussi à retirer certaines troupes pour éviter l’encerclement à Velyka Novossilka dans l'oblast de Donetsk ; mais que les combats autour de la ville se poursuivaient. La brigade a ajouté,  que bien que les forces russes soient susceptibles de s'emparer de la ville, il leur sera difficile de poursuivre l'offensive, car la rivière Mokri Yaly est un obstacle à l'avancée russe. De plus, les Russes se sont retrouvés dans une « poche de feu », vulnérables. « Chaque mouvement a été réprimé par des missiles et des drones »

### 27 janvier
Selon Reuters, la raffinerie de pétrole de Riazan a cessé ses activités en raison de frappes de drones ukrainiens.
Selon des soldats ukrainiens, les soldats nord-coréens se sont retirés des positions de première ligne dans l'oblast de Koursk en raison de lourdes pertes.

Selon le commandant du détachement du 73e centre d'opérations spéciales navales sous le pseudonyme de « Pulse », les unités nord-coréennes dans la région de Koursk en Russie ont été contraintes de se retirer de leurs positions avancées dans la région de Koursk après avoir subi de lourdes pertes. Plus tard, le porte-parole des forces spéciales, Alexander Kindratenko, a déclaré que les soldats nord-coréens s'étaient temporairement retirés de l’un des secteurs du front dans la région de Koursk, car les troupes de la RPDC avaient probablement subi des pertes importantes,

### 28 janvier
Deux Ukrainiens travaillant pour le FSB ont été arrêtés par le SBU pour espionnage d'avions de chasse F-16 ukrainiens.
Dmytro Klymenkov a été démis de ses fonctions de vice-ministre ukrainien de la Défense dans le cadre d'un différend sur l’achat d'armes par le ministère.

### 29 janvier
La raffinerie de Lukoil (ru) à Kstovo, dans l'oblast de Nijni Novgorod, a été lourdement endommagée après qu'un incendie s'est déclaré lors d'une vague d'attaques de drones qui a également visé les oblasts de Smolensk, de Tver et de Briansk,.
Bloomberg rapporte que les expéditions de pétrole russe via le port d'Oust-Louga (ru) ont été suspendues en raison d’une frappe nocturne de drones ukrainiens. Le SBU a affirmé que la station de pompage de pétrole d'Andreapol avait été touchée. Elle fait partie du réseau d'oléoducs de la Baltique-2 géré par Transneft, une société d'État russe. Un incendie et un déversement d’huile ont été signalés. Des drones à voilure fixe qui ont largué des bombes FAB-250 kg ont été utilisés dans l'attaque, indiquant l'utilisation de drones réutilisables au lieu d'un « drone-kamikaze ».
La chaîne de télévision Yle rapporte que la société finlandaise Insta a présenté le drone « Steel Eagle », développé en coopération avec l'Ukraine. Le drone finno-ukrainien est équipé d’un système de radiocommande, d’une fonction de transmission, ainsi que de lunettes de réalité virtuelle pour le pilote, a une longue portée et résiste aux brouillages. La société le décrit comme une combinaison de « cargaison explosive et d'un drone ». Le drone peut être utilisé pour transporter une charge explosive qui peut exploser au-dessus d'une cible. Dès l'explosion, des billes d’acier et de tungstène sont propulsées vers le sol et peuvent percer le toit d'un véhicule blindé léger,

### 30 janvier
L'oblast de Briansk a été attaquée par des drones, la frappe aurait été menée sur la station de pompage de pétrole Novozybkov de l'oléoduc Droujba près du village de Mamaï (ru),.

### 31 janvier
L'armée ukrainienne affirme avoir détruit un poste de commandement russe à Rylsk, dans l'oblast de Koursk, lors d'une frappe aérienne,.
Sept personnes ont été blessées et des bâtiments historiques, dont l'hôtel Bristol et le théâtre philharmonique ont été endommagés lors d’une attaque de missiles russes sur Odessa,,

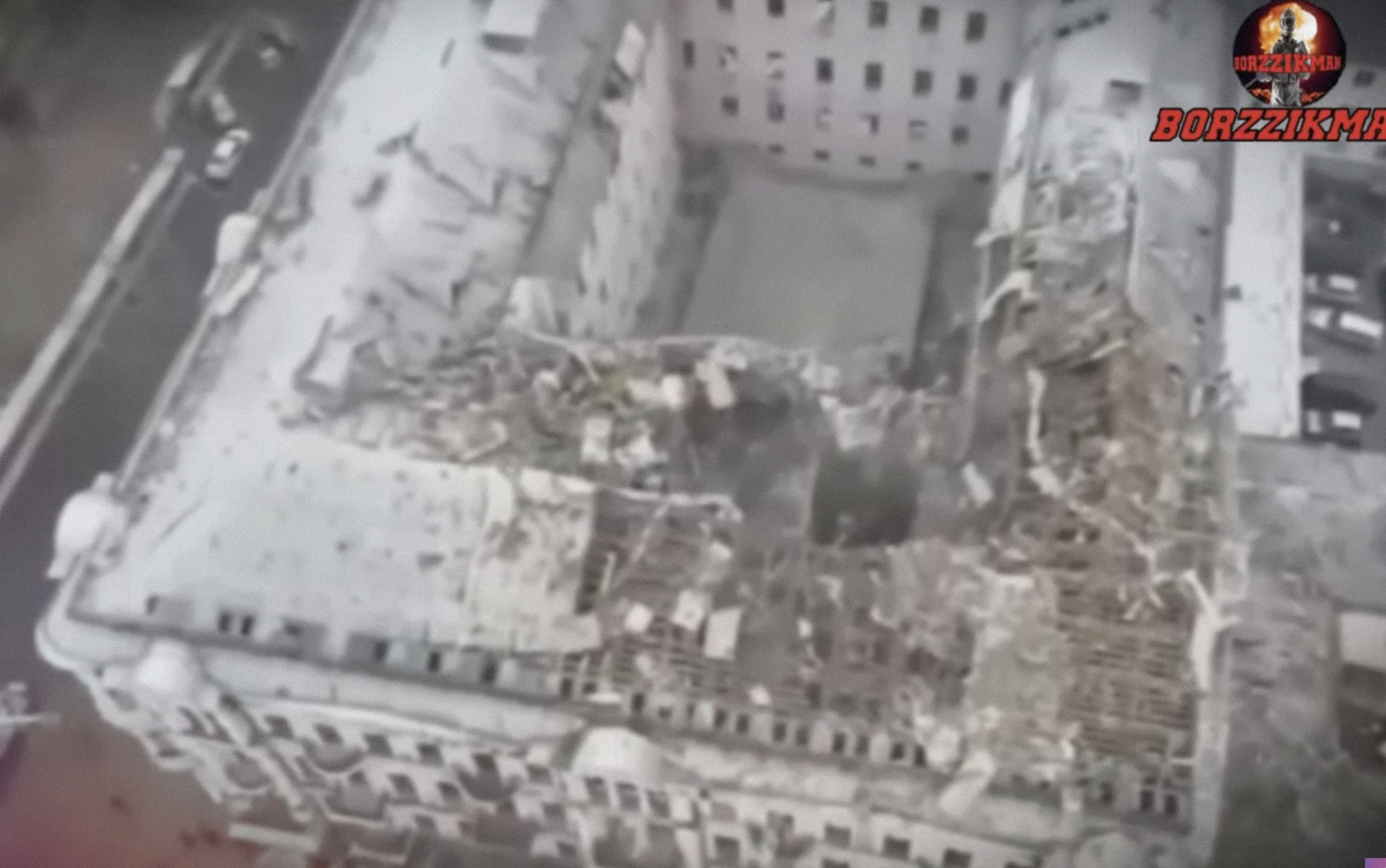
L'hôtel Bristol le 2 février 2025

### Février 2025
Pour les événements suivants, voir Chronologie de l'invasion de l'Ukraine par la Russie (février  2025).